# Harry Haywood
Harry Haywood (* 6. Februar 1898 in South Omaha, Nebraska; † Januar 1985) war ein Mitglied der Kommunistischen Partei der USA (CPUSA) und marxistischer Vordenker in Hinblick auf die Lage der Afroamerikaner. Er war außerdem der Gründer des New Communist Movement.

## Leben und Wirken
1915 zog die Familie Haywood nach Chicago. Besonders durch die Rassenunruhen in Chicago 1919 politisierte er sich. Beeinflusst durch seinen Bruder Otto, der seit 1921 Mitglied der CPUSA war, schloss er sich 1922 der African Blood Brotherhood an. Nachdem er 1925 auch Mitglied der CPUSA geworden war, besuchte er die Kommunistische Universität der Werktätigen des Ostens in Moskau. Später studierte er in der Internationalen Lenin-Schule und blieb bis 1930 Delegierter der Komintern.
Haywood schrieb einen Entwurf mit dem Titel Comintern Resolutions on the Negro Question, in dem er die Schwarzen im Süden der USA als unterdrücktes Volk mit dem Recht auf nationale Selbstbestimmung ansah.
Von 1927 bis 1938 war Haywood Mitglied des Zentralkomitees der CPUSA und von 1931 bis 1938 des Politbüros. Dort bezog er in internen Kämpfen an der Seite von William Z. Foster Stellung gegen Jay Lovestone und Earl Browder.
Er wurde Generalsekretär der 1930 gegründeten League of Struggle for Negro Rights.
Nach der Entstalinisierung, die auch in der CPUSA stattfand, wurde er als „Stalinist“ und „Maoist“ aus der Partei ausgeschlossen. Von 1956 bis zu seinem Lebensende war er mit der Bürgerrechtsaktivistin und Historikerin Gwendolyn Midlo Hall (1929–2022) verheiratet.
Nach seiner Sichtweise führte weißer Chauvinismus zur Entstalinisierung in der Partei, und keine ökonomische Analyse, was verhinderte, dass die CPUSA in der Bürgerrechtsbewegung 1955–1968 eine entscheidende Rolle spielte.